# Travelling
Travelling je deveti studijski album švedskog sastava Roxette. Kao i album Tourism, ovaj album je mješavina novih te starih (a neobjavljenih) pjesama.

## Popis pjesama
Sve pjesme napisao je i uglazbio Per Gessle, osim pjesme "See Mee" koju je napisala i uglazbila Marie Fredriksson. 
1. "Me & You & Terry & Julie" - 3:46
2. "Lover, Lover, Lover" - 4:00
3. "Turn of the Tide" - 4:11
4. "Touched by the Hand of God" - 3:48
5. "Easy Way Out" - 3:38
6. "It's Possible" - 2:38
7. "Perfect Excuse" - 3:41
8. "Excuse Me, Sir, Do You Want Me to Check on Your Wife?" - 4:15
9. "Angel Passing" - 2:47
10. "Stars" (Soundcheck, Dubai, 2011.) - 3:36
11. "The Weight of the World (Vocal Up Mix)" - 2:52
12. "She's Got Nothing On (But the Radio)" (uživo u Rio de Janeiru 2011.) - 4:41
13. "See Me (New Version)" - 3:49
14. "It's Possible (Version Two)" - 2:45
15. "It Must Have Been Love" (Night of the Proms, Rotterdam, 2009.) - 4:18

### Dodatna pjesma na iTunes izdanju
1. "Lover, Lover, Lover" (Tits & Ass Demo, August 10, 2011)

### Dodatne pjesme na LP izdanju
1. "Me & You & Terry & Julie" (Tits & Ass Demo, June 9, 2011)
2. "Charm School" (Tits & Ass Demo, September 10, 2009)